# 长额象鼻蚤
长额象鼻溞（学名：Bosmina longirostris）为象鼻溞科象鼻溞属的动物。其种加词“longirostris”意为“长吻的”。分布于世界各地以及中国大陆的广东、福建、浙江、江苏、安徽、江西、湖南、湖北、四川、山东、河北、吉林、黑龙江、云南、内蒙古、陕西、山西、西藏、新疆等地，属于广温性物种。其常栖息于湖泊与池塘等各种大小不同的水域中，以湖泊为主、在在富营养型的水域中数量多以及活动只限于上层水中。